# Карапетян, Арсен Сумбатович
Арсен Сумбатович Карапетян (15 октября 1974, Баку, Россия) — бывший советский, армянский и российский футболист.

## Карьера
Футболом начинал заниматься в родном Баку в СДЮСШОР «Нефтчи». В седьмом классе Карапетян переехал в Армению. После развала СССР он провел два сезона в Высшей лиге страны за «Касах». В 1995 году форвард перебрался в Россию, где он долгие годы выступал за южные любительские команды. Лишь в 2003 году нападающий играл во втором дивизионе за «Машук-КМВ». По ходу сезона он вернулся в любители, присоединившись к тверской «Волге», при этом сохраняя статус «футболиста-нелюбителя» (что противоречило регламенту МФФ «Золотое Кольцо»). По итогам разбирательств «Волга» получила технические поражения в трех матчах первого круга с участием Карапетяна. По словам руководителей клуба, при заявке игрок привез с собой трудовую книжку, в которой была указана отметка об увольнении из «Машука-КМВ», однако в пятигорском коллективе он был заявлен по второй трудовой, оставшейся там.
После окончания карьеры Арсен Карапетян стал тренером в новокубанской МОБУ ДОД ДЮСШ «Крепыш» им. К. Х. Тамазова. В 2022 году являлся наставником любительского клуба «Олимп-Биолог» (Новокубанск).

## Семья
Сын Арсена Карапетяна Эрик (род. 2000) также стал футболистом.